# Danette
Danette est une marque commerciale de yaourt industrielle, créée par la société Danone en 1970, et popularisée par le slogan On se lève tous pour Danette !, créé, mis en musique et chanté initialement par Richard Gotainer. Cette marque est commercialisée dans une vingtaine de pays.

## Histoire
En 1969, Daniel Carasso, fondateur de Danone, se rend aux Pays-Bas pour visiter une usine fabriquant le Vla, un yaourt hollandais, un peu épaisse. De retour en France, il décide de s'en inspirer pour créer une recette plus onctueuse. En 1970, Danette au chocolat sort des lignes de transformation. Elle est alors conditionnée dans une barquette en plastique ovale de 500 g. À l'époque, c'est une nouveauté. Le produit contenu est qualifié d'ultra-frais, par opposition avec les autres yaourt du commerce présentées alors en conserves ou stérilisées. Les publicités de l'époque insistent sur la présence de crème fraîche dans la Danette. Danone revendique la vente de 10 000 tonnes de Danette en 1974.
En 1978, deux nouvelles saveurs voient le jour : vanille et caramel. C'est le début d'une longue liste qui s'allongera au fil des années. En 2011, la yaourt compte 28 références. Mais ce qui a surtout marqué les esprits, c'est la saga publicitaire rendue célèbre par le slogan « On se lève tous pour Danette », remplacé en 2019 par
« Toujours debout pour Danette » pour les 50 ans de la marque.
Présente sur les écrans dès 1979, elle sera déclinée pendant 13 ans jusqu'en 1992. En 2002, le taux de pénétration était de 50 % en France. 50 % des ménages français en consommaient en 2011.

## Fabrication
D'abord fabriquée à Pierre-Bénite, les transformations agroalimentaires de la marque sortent depuis 1986 des usines Danone à Saint-Just-Chaleyssin en Isère et à Bailleul dans le Nord. En 2010, pour l'usine de Saint-Just, 300 salariés s'y relaient pour fabriquer les 2 millions de barquettes qui sortent chaque jour des lignes de transformation. 37 % de la fabrication de l'usine est consacrée à la marque, mais elle fabrique aussi d'autres produits de marque tels qu'Activia ou encore Taillefine. 650 000 litres de lait sont transformés en 650 tonnes de produits par jour.

## Marché
93 000 tonnes de ce produit ont été vendues en 2010, générant 150 millions d'euros de chiffre d'affaires.
En France, la part de marché sur ses concurrents directs est de 54 %. Sur l'« ultra frais », elle se situe à 5 %.

### Sagas publicitaires
La première publicité pour cette marque est diffusée en 1972. On y voit alors une grand-mère en colère lorsqu'elle découvre que la yaourt est fabriquée avec de la crème. Plus tard, une autre publicité met en scène un enfant-roi qui refuse toutes les crèmes qui lui sont présentées à l'exception de Danette. En 1978, un père veut priver ses enfants de dessert mais la mère de famille réussit à le convaincre : Danette est un produit sain. À l'époque, les publicités mettent l'accent sur l'allégation de présence de crème fraîche dans la préparation bien que ce soit de la crème stérilisée. C'est en 1979, que la saga publicitaire commence vraiment. À table, un père discute avec ses enfants lorsque la mère arrive, une barquette de yaourt à la main, s'exclamant : « Que tous ceux qui aiment la Danette se lèvent ». Le slogan est écrit et interprété par Richard Gotainer. Le discours se veut rassembleur et ça marche puisque trois ans plus tard, les ventes passent de 8 000 à 40 000 tonnes par an. C'est le début d'une grande saga qui se déclinera pendant 20 ans, jusqu'en 1992. Plus tard, le slogan évolue pour devenir « On se lève tous pour Danette ».
En 1989, les publicités montrent tour à tour des Anglais, des Italiens, des Russes qui se lèvent aussi pour la Danette. Dans les années 1990, des personnalités ou personnages de fiction font leur apparition dans les publicités de la yaourt. C'est le cas de Dracula, Léon Zitrone et d'Antoine de Caunes. En 1998, la saga des champions met en scène des sportifs dégustant ce produit. Jean Galfione est le premier à apparaître dans ces nouveaux spots publicitaires. Mais ce sont surtout les publicités avec Nicolas Anelka et Sylvain Wiltord qui marquent les esprits des téléspectateurs avec le slogan « On r'met ça ».